# Витриченко, Елена Игоревна
Елена Игоревна Витриченко (укр. Олена Ігорівна Вітриченко; род. 25 ноября 1976, Одесса, СССР) — украинская спортсменка, выступала в индивидуальном первенстве по художественной гимнастике.

## Биография
Мать Елены, Нина Витриченко, также была гимнасткой, впоследствии стала тренером своей дочери. Елена начала заниматься художественной гимнастикой с четырёхлетнего возраста.
Хотя она впервые появилась на международных соревнованиях в 1986, по-настоящему её заметили на мировом первенстве в Брюсселе (Бельгия) в 1992 году, где она, как член украинской сборной, завоевала серебряную медаль. После этого Елена начала побеждать на многих других важных соревнованиях.
Её наилучшее выступление состоялось на Летних Олимпийских играх 1996 года, где она завоевала бронзовую медаль. Через год она выиграла мировой и европейский чемпионат. Любимым предметом для Елены являлась лента, за выступления с которой она трижды становилась мировым и дважды европейским чемпионом.
Витриченко закончила выступления после Олимпийских игр в Сиднее (2000).
В Киеве ею организована собственная школа художественной гимнастики, где Елена занимается тренерской работой.
Елена Витриченко замужем за бизнесменом Алексеем Боровиковым. В браке родились двое сыновей, Давид и Цезарь, и дочь Аврора. Семья проживает в Испании.

### Скандал в Сарагосе
В 2000 на европейском первенстве в Сарагосе (Испания) Витриченко стала причиной крупного судейского скандала. На основании анализа видеозаписей её выступлений было признано, что ряд судей необъективно занижал оценки. Федерацией гимнастики были признаны виновными следующие судьи: Ирина Дерюгина (Украина), Наталья Степанова (Беларусь), Габриэла Штюмер (Австрия), Галина Маржина (Латвия), Урсула Золенкамп (Германия) и Наталья Ладзинская (Россия).
Однако президент Технического комитета по художественной гимнастике Международной федерации гимнастики Эгле Абруццини (итал. Egle Abruzzini) потребовала более сурового наказания для судей. В результате 6 виновных судей были дисквалифицированы на один год. Страны должны выбирать других судей для Сиднейских Олимпийских игр, которые бы удовлетворяли требованиям федерации. Другие 26 судей, которые были в Сарагосе, также были предупреждены, и им не позволили судить в Сиднее. Таким образом, впервые в истории художественной гимнастики предвзятое поведение судей было доказано и повлекло наказание.

## Спортивные результаты
- 1991 Чемпионат Европы 1-е место — команда; 5-е место — многоборье; 4-е место — обруч; 2-е место — мяч; 1-е место — булавы
- 1991 Чемпионат мира 5-е место — многоборье; 4-е место — ленты; 2-е место — скакалки/мячи
- 1993 Чемпионат мира 2-е место — команда; 6-е место — многоборье; 3-е место — обруч, булавы; 2-е место — мяч; 6-е место — лента
- 1994 Гимнастические Игры 4-е место — многоборье; 1-е место — обруч; 3-е место — мяч; 2-е место — булавы; 4-е место — лента
- 1994 Чемпионат Европы 1-е место — команда; 2-е место — многоборье; 1-е место — скакалка, обруч, лента; 5-е место — мяч
- 1994 Чемпионат мира 6-е место — многоборье; 4-е место — обруч; 1-е место — мяч; 5-е место — булавы; 2-е место — лента
- 1995 Кубок Европы, Италия 2-е место — многоборье; 1-е место — мяч
- 1995 Кубок Европы, Москва 1-е место — многоборье
- 1995 Гимнастические Игры 7-е место многоборье; 2-е место — скакалка; 4-е место — мяч; 2-е место — булавы
- 1995 Финал Кубка Европы 2-е место — многоборье; 5-е место — скакалка, мяч; 2-е место — булавы; 3-е место — лента
- 1995 Чемпионат мира 6-е место — многоборье; 1-е место — лента; 2-е место — скакалка; 3-е место — булавы
- 1996 Чемпионат Европы 6-е место — многоборье; 3-е место — скакалка, булавы; 2-е место — мяч; 6-е место — лента
- 1996 Чемпионат мира 2-е место — булавы; 1-е место — лента
- 1996 Олимпийские игры 3-е место — многоборье
- 1996 Клубный Чемпионат мира 3-е место — многоборье
- 1996 Гимнастические Игры 3-е место — многоборье
- 1997 Кубок Дерюгиной 1-е место — многоборье; 1-е место — скакалка, обруч, лента, булавы
- 1997 Гимнастические Игры 1-е место — многоборье; 3-е место — скакалка, лента; 4-е место — булавы
- 1997 Европейские гимнастические игры 3-е место — многоборье
- 1997 Чемпионат Европы 1-е место — многоборье; 1-е место — обруч; 2-е место — лента; 5-е место — булавы; 7-е место скакалка
- 1997 Чемпионат мира 1-е место — многоборье, лента, булавы, скакалка; 2-е место — обруч
- 1998 Чемпионат Европы 7-е место многоборье; 1-е место — булавы; 3-е место — скакалка; 4-е место — обруч
- 1999 Гимнастические Игры 1-е место — скакалка, обруч; 2-е место — мяч, лента
- 1999 Чемпионат Европы 6-е место — многоборье; 2-е место — скакалка, 1-е место — мяч, лента
- 1999 Чемпионат мира 3-е место — команда; 5-е место — многоборье; 1-е место — скакалка, обруч; 3-е место — лента; 8-е место — мяч
- 2000 Кубок Дерюгиной 11-е место — многоборье
- 2000 Чемпионат Европы 19-е место — многоборье
- 2000 Олимпийские Игры 4-е место — многоборье

## Правительственные награды
- Почётный знак отличия Президента Украины (1996)[1]
- Орден «За заслуги» II степени (1997)[2]